# Konfabulacje ?
Konfabulacje ? – debiutancki studyjny album zespołu Zacier wydany we wrześniu 2005 roku. Na płytę składa się trzynaście utworów z lat 1980–1990 nagranych dla S.P. Records w 1993 roku w Studio Manta (utwory te zostały wydane w 1994 roku na kasecie Konfabulacje) oraz czternaście wybranych utworów z lat 1980–2000 nagranych w Studio Bezdechy w latach 1999–2002.

## Lista utworów
| #   | Tytuł                            | Czas |
| --- | -------------------------------- | ---- |
| 1.  | „Oda do przyrodzenia”            | 5:10 |
| 2.  | „Odpad atomowy”                  | 1:48 |
| 3.  | „Zaloty Staszka Gąsienicy”       | 3:25 |
| 4.  | „Róbrege”                        | 5:39 |
| 5.  | „Fortepian”                      | 2:24 |
| 6.  | „Schizofrenio dodaj mi skrzydła” | 3:38 |
| 7.  | „Granat”                         | 0:22 |
| 8.  | „Ostatni odlot babuni”           | 2:57 |
| 9.  | „Rysunek”                        | 4:41 |
| 10. | „Babcia”                         | 0:48 |
| 11. | „Pieśń solidarności partyzantów” | 4:00 |
| 12. | „Ojciec, wódka na stół”          | 4:40 |
| 13. | „Pieśń o rzodkiewkach”           | 5:00 |
| 14. | „Kryśka, my love”                | 1:15 |
| 15. | „W kawalerce”                    | 2:40 |
| 16. | „Pieśń miłosna - do Zofii”       | 2:51 |
| 17. | „Rakowiec”                       | 1:04 |
| 18. | „Wiosna nierządnica”             | 1:45 |
| 19. | „Psychodeliczne menu”            | 3:04 |
| 20. | „Kotlet song”                    | 2:25 |
| 21. | „Wódka rzeczywiście”             | 1:09 |
| 22. | „Kolej rzeczy”                   | 2:39 |
| 23. | „Spotwarzona selerem”            | 2:30 |
| 24. | „Tango z łechtaczką w zębach”    | 2:41 |
| 25. | „To zima”                        | 4:42 |
| 26. | „Pierogi”                        | 2:58 |
| 27. | „Going to Zion”                  | 2:53 |

### Twórcy
- Mirosław Jędras – śpiew, instrumenty klawiszowe, skrzypce, chórki, programowanie komputerowe
- Andrzej „Dziarski” Matuszczak – gitara (2, 8, 12, 14)
- Piotr Bajus - gitara (22, 25)

- słowa: Mirosław Jędras
- muzyka: Mirosław Jędras (z wyjątkiem 11)
- mastering: Filip Różański S.P. Records
- realizacja: Sylwester Orlik